# Адения
Адения (лат. Adenia) — род растений семейства Страстоцветные (Passifloraceae), естественно распространенный в тропических и субтропических районах Старого Света.

## Название
Родовое латинское (научное) название Adenia происходит от греческого слова aden — «железа»; это связано с тем, что железистые структуры почти всегда присутствуют на листьях этого рода растений.

## Ботаническое описание
Представители рода являются многолетними растениями, обычно с клубневидным основанием стебля, которое дает начало прямостоячим или вьющимся ветвям, иногда колючим. Растения раздельнополые, хотя редко встречаются однодомные особи. Листья могут быть простыми или пальцевисто-сложными, с 1–2 железками на верхушке черешка, а также иногда с железками на нижней стороне листа. Прилистники часто имеют форму иглы.
Цветки однополые, располагаются в кисти или соцветия, и иногда цветонос заканчивается усиком. Венчик состоит из кольца волосовидных отростков, иногда частично перепончатого, или пластинчатого обода, либо вовсе отсутствует. Мужские цветки имеют узкоцилиндрическое или чашевидное цветоложе, чашелистики в числе 4–6, и лепестки 4–6, которые могут быть короче долей чашечки. Желез может быть 5 или отсутствовать, а тычинки обычно свободные или сросшиеся, короче лепестков.
У женских цветков цветоложе воронковидное, чашечка лопастная или сегментированная, и лепестки всегда входят в трубку чашечки. Железы могут быть присутствовать или отсутствовать, а стаминодии часто сросшиеся у основания. Завязь обычно сидячая или ножчатая, яйцевидной формы, с несколькими семязачатками на 3(-5) пристеночных плацентах. Стиль может быть коротким или 0,3(4)-разветвленным, рыльца обычно мясистые и сосочковые.
Плод представляет собой 3(-5)-створчатую коробочку, околоплодник может быть от кожистого до довольно мясистого, иногда приобретая плодово-ягодообразную форму. Он может быть окрашен в красный, желтый или коричневый цвет, иногда достигая размеров куриного яйца. Семена обычно сжаты, с ракообразной, ямчатой головкой.

## Таксономия
Adenia Forssk., первое упоминание в Fl. Aegypt.-Arab. : 77 (1775).

### Синонимы
- Clemanthus Klotzsch
- Echinothamnus Engl.
- Erythrocarpus
- Jaeggia Schinz
- Keramanthus Hook.f.
- Kolbia P.Beauv.
- Machadoa Welw. ex Benth. & Hook.f.
- Microblepharis M.Roem.
- Modecca Lam.
- Ophiocaulon Hook.f.
- Paschanthus Burch.

### Виды
Согласно данным сайта WFO Plantlist на июнь 2023 года, род состоит из 111 видов:
- Adenia aculeata Engl.
- Adenia acuta W.J.de Wilde
- Adenia adenifera W.J.de Wilde
- Adenia antongilliana Schinz
- Adenia ballyi Verdc.
- Adenia banaensis Cusset
- Adenia barthelatii M.Pignal, Yockteng, Hearn & Labat
- Adenia bequaertii Robyns & Lawalrée
- Adenia boivinii W.J.de Wilde
- Adenia cardiophylla Engl.
- Adenia cissampeloides (Planch. ex Benth.) Harms
- Adenia cladosepala Harms
- Adenia cordifolia Engl.
- Adenia crassa Merr.
- Adenia cynanchifolia Harms
- Adenia densiflora Harms
- Adenia digitata Engl.
- Adenia dinklagei Hutch. & Dalziel
- Adenia dolichosiphon Harms
- Adenia ecirrosa W.J.de Wilde
- Adenia elegans H.Perrier
- Adenia ellenbeckii Harms
- Adenia epigea H.Perrier
- Adenia erecta W.J.de Wilde
- Adenia fasciculata W.J.de Wilde
- Adenia fernandesiana A.Robyns
- Adenia firingalavensis (Drake ex Jum.) Harms
- Adenia fruticosa Burtt Davy
- Adenia gedoensis W.J.de Wilde
- Adenia glauca Schinz — Адения сизая
- Adenia globosa Engl.
- Adenia goetzei Harms
- Adenia gracilis Harms
- Adenia guineensis W.J.de Wilde
- Adenia gummifera Harms
- Adenia hastata Schinz
- Adenia heterophylla Koord.
- Adenia hondala (Gaertn.) W.J.de Wilde
- Adenia huillensis (Welw.) A.Fern. & R.Fern.
- Adenia inermis (W.J.de Wilde) W.J.de Wilde
- Adenia isaloensis (H.Perrier) W.J.de Wilde
- Adenia karibaensis W.J.de Wilde
- Adenia keramanthus Harms
- Adenia kigogoensis Hearn
- Adenia kinabaluensis W.J.de Wilde
- Adenia kirkii Engl.
- Adenia lanceolata Engl.
- Adenia lapiazicola Bard.-Vauc.
- Adenia latipetala W.J.de Wilde
- Adenia letouzeyi W.J.de Wilde
- Adenia lewallei A.Robyns
- Adenia lindiensis Harms
- Adenia litoralis Hearn
- Adenia lobata Engl.
- Adenia longestipitata W.J.de Wilde
- Adenia macrophylla Koord.
- Adenia malangeana Harms
- Adenia mannii Engl.
- Adenia mcdadeana Hearn
- Adenia metamorpha Hearn
- Adenia metriosiphon W.J.de Wilde
- Adenia monadelpha H.Perrier
- Adenia mossambicensis W.J.de Wilde
- Adenia natalensis W.J.de Wilde
- Adenia olaboensis Claverie
- Adenia ovata W.J.de Wilde
- Adenia pachyphylla W.J.de Wilde
- Adenia panduriformis Engl.
- Adenia pechuelii Harms
- Adenia peltata Schinz
- Adenia penangiana (Wall. ex G.Don) W.J.de Wilde
- Adenia perrieri Claverie
- Adenia pierrei Gagnep.
- Adenia pinnatisecta Craib
- Adenia poggei Engl.
- Adenia poilanei Cusset
- Adenia pulchra M.G.Gilbert & W.J.de Wilde
- Adenia pyromorpha (H.Perrier) W.J.de Wilde
- Adenia racemosa W.J.de Wilde
- Adenia refracta Schinz
- Adenia repanda Engl.
- Adenia reticulata (De Wild. & T.Durand) Engl.
- Adenia rumicifolia Engl. & Harms
- Adenia schliebenii Harms
- Adenia schweinfurthii Engl.
- Adenia sphaerocarpa Claverie
- Adenia spinosa Burtt Davy — Адения колючая
- Adenia staudtii Harms
- Adenia stenodactyla Harms
- Adenia stolzii Harms
- Adenia stricta (Mast.) Engl.
- Adenia stylosa (Perr.) Hearn
- Adenia subsessilifolia H.Perrier — Адения сидячелистная
- Adenia tisserantii A.Fern. & R.Fern.
- Adenia tricostata W.J.de Wilde
- Adenia trilobata (Roxb.) Engl.
- Adenia trisecta Engl.
- Adenia tuberifera R.E.Fr.
- Adenia venenata Forssk. typus
- Adenia viridiflora Craib
- Adenia volkensii Harms
- Adenia welwitschii Engl.
- Adenia wightiana Engl.
- Adenia wilmsii Harms
- Adenia zambesiensis R.Fern. & A.Fern.

- Adenia fruticosa
- Adenia glauca
- Adenia globosa
- Adenia kirkii
- Adenia racemosa